# Одил Дефраје
Одил Дефраје (хол. Odiel Defraeye; 14. јул 1888 — 21. август 1965), је бивши белгијски професионални бициклиста. Био је професионалац од 1909. до 1924. године. Највећи успеси су му освајање Тур де Франса 1912. и Милан Сан Ремо трке 1913. Дефреј је први Белгијанац који је освојио Тур.

## Каријера
Аматерску каријеру почео је 1908. године и освојио је трку око Фландрије за аматере. Наредне године је прешао у професионалце и освојио је друго место на првенству Фландрије, након чега је учествовао на свом првом Тур де Франсу. Прву етапу завршио је на десетом месту, а у току друге етапе се повукао са Тура. 1910. је освојио шампионат Фландрије, а 1911. национално првенство.
1912. освојио је Тур Белгије, уз четири етапне победе, након чега је возио Тур де Франс по други пут. Дефраје је једини Белгијанац који је био позван да се придружи тиму Alcyon, у коме су били само Французи. Тур 1912. је био задњи у коме је победник одређиван на основу бодова. Дефраје је победио на три етапе, на још три је завршио на другом месту и освојио је Тур.
1913. је стартовао сезону освајањем престижног класика Милан—Санремо, након чега је возио Тур Белгије и Тур де Франс, али ниједан није успио да заврши. На Туру је био лидер до шесте етапе, када је вођство преузео Филип Тис, који је и освојио Тур, Дефраје се повукао након седме етапе. Наредне године је освојио етапу на Туру Белгије, а Тур де Франс је напустио током етапе 10.
Почетак Првог светског рата је узроковао прекид његове каријере. Преживио је рат и вратио се бициклизму 1919. године, учествовао је на још три Тур де Франса, али ниједан није завршио, једини Тур који је завршио је онај који је и освојио. 1921. је освојио етапу на Туру Белгије.
Каријеру је завршио након Тур де Франса 1924. године.